# Hans Heinsheimer

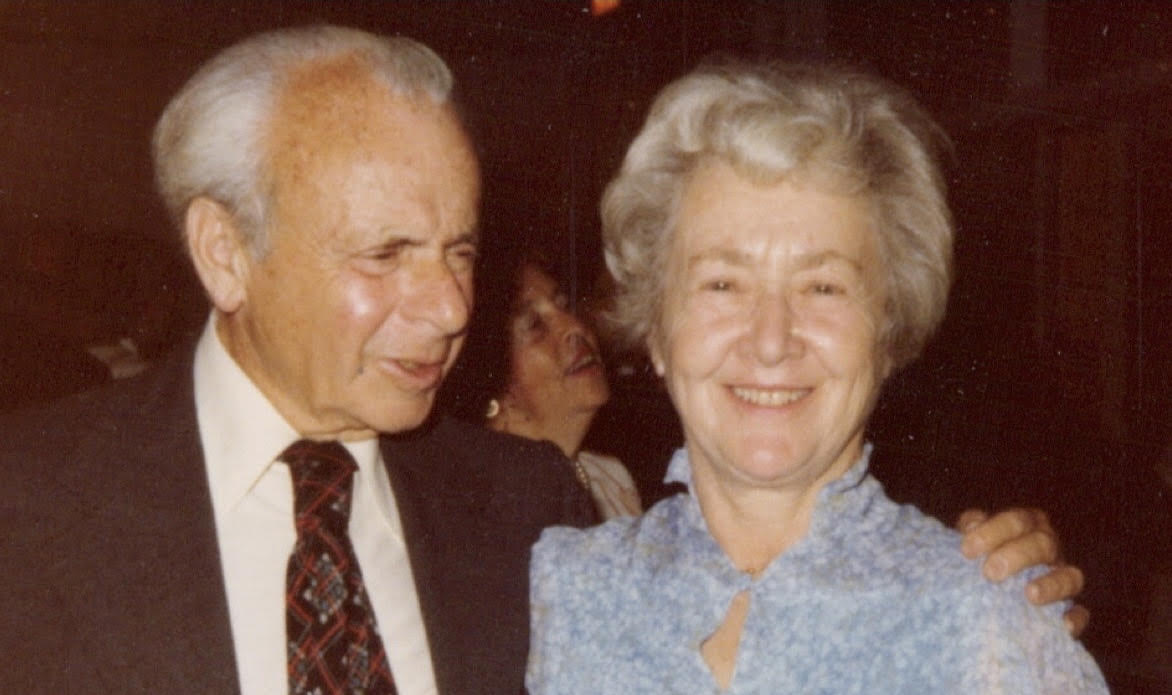
Hans Heinsheimer mit seiner Frau Elsbeth, (1974)

Hans W. (Walter) Heinsheimer (geboren 25. September 1900 in Karlsruhe; gestorben 12. Oktober 1993 in New York City) war ein deutsch-amerikanischer Musikverleger, Autor und Journalist.

## Leben
Hans Heinsheimer stammte aus einer badischen deutschen Akademikerfamilie. Sein Vater Friedrich Heinsheimer (1873–1935) war Arzt, seine Mutter Emma Willstätter (1880–1957) wurde als Jüdin verfolgt und floh mit ihm nach New York City. Sein Onkel Karl Heinsheimer und sein Großvater Max Heinsheimer waren Heidelberger Rechtsprofessoren. Sein jüngerer Bruder Rudolf Heinsheimer emigrierte ebenfalls und wurde Ministerialbeamter beim Aufbau Israels.
Hans Heinsheimer übernahm nach einem Jurastudium und einem unbezahlten Volontariat mit 23 Jahren die Bühnenabteilung bei der Universal Edition in Wien. Er setzte sich für Alban Berg und Leoš Janáček ein und schrieb viele Artikel für die Musikzeitschrift „Anbruch“, auch über Themen des Musikbetriebs und der Musiksoziologie. Heinsheimer, der sich 1938 zum Zeitpunkt des Anschlusses Österreichs an das Dritte Reich aus beruflichen Gründen in New York aufhielt, kehrte nicht nach Österreich zurück. Er arbeitete in den USA für den bedeutenden Musikverlag Boosey & Hawkes, in dem nun die Arbeiten des 1940 emigrierten Komponisten Béla Bartók erschienen. Heinsheimer unterstützte den mittellosen Bartók, dem es aufgrund seiner Leukämieerkrankung gesundheitlich zunehmend schlechter ging. 
Ab 1957 leitete Heinsheimer den damals wohl größten amerikanischen Musikverlag Schirmer. Ab 1972 war er dessen Vizepräsident.
Heinsheimer schrieb „Schönste Grüße an Aida“ (1968), eine kurzweilige Musikverleger-Biografie. Den Personen-Artikel des Musiklexikon Die Musik in Geschichte und Gegenwart (MGG, 1. Auflage, Bd. 16) verfasste er selbst. Als Pensionär dehnte er seine journalistische Tätigkeit erheblich aus und schrieb insbesondere für das Feuilleton der Frankfurter Allgemeinen Zeitung (FAZ).

## Schriften (Auswahl)
- Menagerie in F Sharp, New York 1947.
- Fanfare for two Pigeons, New York 1952, beide deutsch (in zusammenfassender Bearbeitung von Willi Reich) als Menagerie in Fis-Dur, Zürich und Stuttgart 1953.
- Best Regards to Aida, New York 1968, deutsch als Schönste Grüße an Aida, München 1969.